# Den Europæiske Rumorganisation
ESA er en forkortelse for European Space Agency (Den Europæiske Rumorganisation), og er en sammenslutning af europæiske lande indenfor rumfart og rumforskning. Organisationen har hovedkvarter i Paris, Frankrig.

## Historie
Forløberen for ESA var ESRO (European Space Research Organization) og ELDO (European Launcher Development Organisation). Aftalen om oprettelsen af ESA ved sammenlægning af disse to organisationer blev vedtaget ved plenarforsamlingen den 30. maj 1975 og trådte i realiteten i kraft dagen efter.

## Medlemslande
ESA består af 22 medlemslande: Belgien, Danmark, Estland, Finland, Frankrig, Grækenland, Irland, Italien, Luxembourg, Nederland, Norge, Polen, Portugal, Rumænien, Schweiz, Spanien, Storbritannien, Sverige, Tjekkiet, Tyskland, Ungarn og Østrig. Canada har en særlig status som samarbejdende land.
I 2003 var der ca. 1.920 ansatte i ESA og årsbudgettet var på 2.700 millioner €.

## Projekter
Nogle af projekterne:
- Ariane 4 og Ariane 5 raketterne til at opsende satellitter
- ASIM - Atmosphere-Space Interactions Monitor - udforskning af den øvre del af atmosfæren (stratosfæren og mesosfære op til 100 km), og herunder lokalisere og registrere sprites, jets og elvere i tilknytning til lyn og tordenvejr
- Cassini-Huygens – udforskning af Saturn og dens måner.
- Cluster II — "Rumba", "Samba", "Salsa" og "Tango". Fire satellitter (opkaldt efter danseretninger) der undersøger magnetosfærens dynamik.
- Cryosat – observation af ændringer i Jordens is-dække
- Den Internationale Rumstation – i samarbejde med andre lande
- Columbusmodulet – laboratoriemodul til ISS
- Envisat – den hidtil mest avancerede miljøsatellit
- Galileo – et satellitbaseret positionsbestemmelsessystem
- Giotto — pansret sonde, der undersøgte Halleys Komets kerne på nært hold.inaktiv.
- Hipparcos – astrometrimission – stjernekortlægningsprojekt 1989-1993. inaktiv.
- INTEGRAL – måling af rummets gamma- og røntgenstråling for at lære mere om universets udvikling
- ISO — infrarødt teleskop i lavt jordkredsløb. inaktiv.
- Mars Express – sonde i kredsløb om Mars
- Planck-rumteleskopet - kortlagde detaljer i Universets tidligste udvikling fra kort tid efter Big Bang med dansk udviklede spejle fra DTU Space - (aktiv 2009-2013)
- Rosetta – første rumfartøj der skal følge en komet fra snavset snebold til aktiv komet med haler. Har en lander med.
- SMART-1 – sonde i kredsløb om Månen, der skal teste ny teknologi.inaktiv.
- SMART-2 — to satellitter skal manøvrere i formation, som om de hang sammen. Forudsætningen for Darwin, LISA og XEUS. endnu ikke opsendt.
- SOHO — forpost, 1,5 mio km fra Jorden, til at advare mod soludbrud.
- Ulysses (Odysseus) – udforskning af solens poler
- Venus Express – sonde i kredsløb om Venus
- XMM-Newton — røntgenteleskop i jordkredsløb.
- European Extremely Large Telescope

## ESA-centre
Udover hovedkvarteret i Paris har ESA fire store centre:
- ESTEC, the European Space Research and Technology Centre (Det Europæiske Rumforsknings- og Teknologicenter), har hovedansvaret for udvikling af rumfartøjer og tilknyttet teknologi og er placeret i Noordwijk, Nederland
- ESOC, the European Space Operations Centre (Det Europæiske Kontrolcenter), har ansvaret for kontrollen med ESA satellitterne efter opsendelsen og er placeret i Darmstadt, Tyskland
  - 35 meters parabolantenne i New Norcia, Australien.
  - 35 m antenne, Cerebros, Spanien.
  - 15 m antenne, Kourou, Fransk Guiana.
- EAC, the European Astronauts Centre (Det Europæiske Astronautcenter), træner europæiske astronauter til fremtidige missioner og er placeret i Köln i Tyskland
- ESRIN, the European Space Research Institute (Det Europæiske Rumforskningsinstitut), indsamler, gemmer og fordeler de indsamlede data og er også ESA's informationsteknologicenter. Det er placeret i Frascati nær Rom i Italien.

ESA opsender sine raketter fra Kourou i Fransk Guiana, fordi det kun ligger 5 grader fra ækvator.

## ESA's astronautkorps
ESA's astronautkorps.
- – Jean-François Clervoy
- – Samantha Cristoforetti
- – Frank De Winne
- – Léopold Eyharts
- – Christer Fuglesang
- – Alexander Gerst
- – André Kuipers
- – Andreas Mogensen
- – Paolo Nespoli
- – Luca Parmitano
- – Timothy Peake
- – Thomas Pesquet
- – Hans Schlegel
- – Roberto Vittori

## ESA TV
ESA TV er den officielle tv-station for ESA. Stationen sendes kun pr. satellit fra Eutelsat Hot Bird. I modsætning til NASA TV sender ESA TV ikke døgnet rundt, men kun i perioder, og stationen er derfor ikke særlig aktiv. 

| Position | {\displaystyle 13^{o}} øst |
| Bånd     | Horizontal                 |
| frekvens | 12,476 MHz                 |
| SK       | 27,500 Ms/s                |
| FEC      | 3/4                        |

## Eksterne links
- ESA TV's Officielle hjemmeside Arkiveret 26. november 2012 hos  Wayback Machine
- ESA Arkiveret 13. september 2008 hos  Wayback Machine
- ESA-traktaten (pdf) Arkiveret 6. juli 2009 hos  hos Portugese Web Archive

1. ↑  Navnet er anført på engelsk og stammer fra Wikidata hvor navnet endnu ikke findes på dansk.
2. ↑  "ESA prepares for the next generation of human spaceflight and exploration by recruiting a new class of European astronauts". Arkiveret fra originalen 23. maj 2009. Hentet 20. maj 2009.

48°50′54″N 2°18′15″Ø / 48.84833°N 2.30417°Ø